# Kébémer (departamento)
Kébémer é um departamento da região de Louga, no Senegal.